# Hlîbokîi
Hlîbokîi (în ucraineană Глибокий) este o așezare de tip urban din orașul regional Breanka, regiunea Luhansk, Ucraina. În afara localității principale, nu cuprinde și alte sate.

## Demografie
Componența lingvistică a așezării de tip urban Hlîbokîi
     Rusă (93,8%)
     Ucraineană (5,79%)
     Alte limbi (0,41%)
Conform recensământului din 2001, majoritatea populației așezării de tip urban Hlîbokîi era vorbitoare de rusă (93,8%), existând în minoritate și vorbitori de ucraineană (5,79%).